# شادي خلف
شادي خلف (13 أكتوبر 1977 -)، ممثل مصري. هو ابن الشاعر نبيل خلف، ظهر في آخر أفلام المخرج العالمي يوسف شاهين «هي فوضى» وكانت بمثابة نقطة انطلاق له في عالم السينما، من أعماله 365 يوم سعادة، الآولة في الغرام، هي فوضي، كلمني شكرا وحين ميسرة
.

## قضية التحرش
في 2021، نشرت عدد من الفتيات وقائع تحرش شادي خلف بهن من خلال نشر شهادتهن على صفحات على مواقع التواصل الاجتماعي فيسبوك وتويتر. في 20 أكتوبر 2021 قررت جهات التحقيق إحالة شادي إلي محكمة الجنايات، بعدة تهم وهي التحرش، هتك عرض ومحاولة اغتصاب 7 فتيات داخل ورشة تدريب تمثيل. وفي 22 أكتوبر 2021 قضت محكمة جنايات القاهرة بالحكم عليه بالسجن المشدد 3 سنوات.

## روابط خارجية
- شادي خلف على موقع الدهليز
- شادي خلف على موقع قاعدة بيانات الأفلام العربية